# Wesley Saïd
Wesley Saïd (Noisy-le-Grand, 19 april 1995) is een Frans voetballer die doorgaans als aanvaller speelt. Hij verruilde Stade Rennais in juli 2017 voor Dijon FCO.

## Carrière
Saïd komt uit de jeugdopleiding van Stade Rennais. Hij debuteerde in de Ligue 1 op 31 augustus 2013 tegen Lille OSC. Hij begon in de basiself en werd na 73 minuten vervangen door Jonathan Pitroipa. Saïd is tevens Frans jeugdinternational. Hij maakte onder meer negen doelpunten in elf interlands voor Frankrijk -16.
2 Nicolaisen ·
3 McKenzie ·
4 Cresswell ·
5 Genreau ·
6 Akdağ ·
7 Aboukhlal ·
8 Sierro  ·
9 Magri ·
10 Gboho ·
12 Kamanzi ·
13 King ·
15 Dønnum ·
17 Suazo ·
19 Sidibé ·
20 Schmidt ·
21 Zajc ·
23 Cásseres ·
30 Domínguez ·
50 Restes ·
80 Babicka ·
Coach: Martínez